# Bara (Słowacja)
Bara – wieś (obec) na Słowacji położona w kraju koszyckim, w powiecie Trebišov. Pierwsze wzmianki o miejscowości pochodzą z roku 1296. 
Według danych z dnia 31 grudnia 2012, wieś zamieszkiwało 313 osób, w tym 163 kobiety i 150 mężczyzn.
W 2001 roku rozkład populacji względem narodowości i przynależności etnicznej wyglądał następująco:
- Słowacy – 28,57%
- Czesi – 0,3%
- Romowie – 1,19%
- Węgrzy – 69,94%

Ze względu na wyznawaną religię struktura mieszkańców kształtowała się w 2001 roku następująco:
- Katolicy rzymscy – 10,71%
- Grekokatolicy – 5,65%
- Ateiści – 0,6%
- Nie podano – 0,3%